# Portlandi Egyetem (1891–1900)
A Portlandi Egyetem (Portland University) 1891 és 1900 között működő metodista magánintézmény volt az Amerikai Egyesült Államok Oregon államának Portland városában. A Willamette Egyetemből kivált iskola campusán bezárását követően a katolikus Portlandi Egyetem működik.

## Története
Portland metodista iskoláját 1891-ben alapította Charles Carroll Stratton, a Willamette Egyetem kancellárja; az új intézmény a Willamette számos oktatóját átcsábította, még Thomas Van Scoy rektor is elvállalta a dékáni pozíciót. Az adminisztrációs épület (a későbbi Nyugati épület) szintén 1891-ben épült, az első évfolyam 256 hallgatóval szeptemberben indult. Hemstock és fiainak közeli üzlete könyvesboltként szolgált.
A University Parkban található telket felparcellázták, és a Portland Guarantee Companyn keresztül akár 550 dolláros áron értékesítették azzal a céllal, hogy 2,4 négyzetkilométeres területet vásárolhassanak. Az intézmény a megállapodással 290 ezer négyzetkilométer területhez jutott. A campus a nyugati irányban a Willamette folyóra néző sziklán helyezkedett el; a diákok a térség tanyáin lakhattak. A távoli elhelyezkedés miatt az iskola hallgatóinak felajánlotta, hogy oktatóik a villamosmegállóból az intézményhez kísérik őket. A térség egyik nagyobb lakóháza campus területén kívül fekvő rektori rezidencia volt.
Az intézmény latin nyelv, tudományok, művészetek és irodalom szakokat indított. 1894-re a hallgatói létszám ötszáz főre nőtt, ekkor irodalmi, valamint zenei és képzőművészeti tanszéke, teológiai intézete és több akadémiával (Drain, Lebanon, Ashland, La Creole) kapcsolatban álló előkészítő iskolája volt.

### Hanyatlása
Az 1893-as gazdasági válság pénzügyi kudarcokhoz vezetett; a hallgatói létszám lecsökkent és telket is egyre kevesebbet adtak el. A kötvényeket 1896-ban rendezniük kellett volna, de erre az iskolának nem volt fedezete, így a területek eredeti tulajdonosukhoz kerültek vissza. Ezen problémák mellett a belső viták is oda vezettek, hogy miután Van Scoy lett a rektor, a campust elhagyták és az oktatás 1896–1897-ben Kelet-Portlandben folyt. 1898-ban a telkeket értékesítő vállalat ellen per indult.
Bezárása előtt az intézmény vezetői voltak még Arthur J. Brown és George Whitaker. Az 1990 májusi bezárást követően a hallgatók és oktatók többsége visszatért a Willamette Egyetemre; a Portlandi Egyetem öregdiákjait a Willamette hallgatóiként tartják számon.

## Emlékezete
1901-ben Alexander Christie tiszteletes a Keresztes Kongregáció finanszírozásával az iskola helyén megnyitotta a Columbia Egyetemet (ma Portlandi Egyetem). A campust egy dollárért és a Portlandi főegyházmegye birtokainak cseréjével vásárolta meg. Később a területen áthaladó út miatt szolgalmi jogi per indult.
A Nyugati épület 1977-ben bekerült a történelmi helyek jegyzékébe, 1992-ben pedig Waldschmidt épületre nevezték át.

## Nevezetes személy
- John P. Rusk, politikus

## Fordítás
- Ez a szócikk részben vagy egészben  a   Portland University című angol Wikipédia-szócikk ezen változatának fordításán alapul.  Az eredeti cikk szerkesztőit annak laptörténete sorolja fel. Ez a jelzés csupán a megfogalmazás eredetét és a szerzői jogokat jelzi, nem szolgál a cikkben szereplő információk forrásmegjelöléseként.